# Francesco Costa (giornalista)
Francesco Costa (Catania, 21 aprile 1984) è un giornalista, blogger e saggista italiano, direttore del giornale on-line il Post.

## Biografia
È nato a Catania nel 1984, si è laureato in scienze politiche all'Università degli Studi di Catania. Vive a Milano dal 2010. È sposato.

### Attività giornalistica
Ha cominciato a scrivere online nel 2003 e ha aperto il suo blog nel 2007. Ha iniziato a lavorare come giornalista nel 2008 al quotidiano l'Unità e alla rivista Internazionale, per poi lavorare al giornale on-line il Post fin dalla sua fondazione, nel 2010, diventandone vicedirettore nel 2016. Ha collaborato con IL, Il Foglio, l'Ultimo Uomo, Grazia, Rivista Studio, Donna Moderna e Undici. Nel 2016 ha curato i testi del programma La Casa Bianca, trasmesso da Rai 3. È ospite frequente di Sky TG24 per commentare fatti di attualità, soprattutto statunitense. Conduce periodicamente Prima Pagina, la rassegna stampa di Rai Radio 3, e ha collaborato con Roma Radio, la radio ufficiale della Roma. Dal 2018 al 2020 è stato responsabile del corso biennale di giornalismo presso la Scuola Holden di Torino. Nel 2019 ha realizzato i podcast Milano Europa, un lungo reportage giornalistico sulla città di Milano e The Big Seven, in cui racconta le storie di sette persone rilevanti nella società americana contemporanea. 
Nel 2020 ha pubblicato per Mondadori il suo primo libro, intitolato Questa è l'America, seguito nel 2021 da Una storia americana, che ha esordito al primo posto nella saggistica e al secondo in classifica generale. Da gennaio a novembre del 2022, insieme alla giornalista di Bloomberg Chiara Albanese, conduce il podcast settimanale Politics, incentrato sulla politica italiana. È stato sostituito da Marco Simoni. Per DAZN ha scritto e interpretato la miniserie The American Way. Il suo terzo libro, California, è uscito a settembre 2022, esordendo al primo posto nella saggistica e al secondo in classifica generale. Nel marzo del 2024, invece, ha pubblicato il suo quarto libro, Frontiera. Perchè sarà un nuovo secolo americano.
Il 14 aprile 2023, con Giada Messetti, ha debuttato alla conduzione televisiva con CinAmerica - La sfida, nuovo programma di Rai 3.
Dal 19 aprile 2025 (in occasione del quindicesimo anniversario del giornale), Costa diventa direttore responsabile de Il Post, subentrando al fondatore Luca Sofri, che assume la carica di direttore editoriale.

### Da Costa a Costa
Dal 2015 al 2021, Costa è stato autore di Da Costa a Costa, un progetto giornalistico indipendente sulla politica, la società e la cultura statunitense. Inizialmente composto da una newsletter, dal 2016 Da Costa a Costa è anche un podcast. Ad aprile del 2021, la newsletter contava oltre 55.000 iscritti. Il podcast di Da Costa a Costa è stato tra le prime produzioni indipendenti italiane; è stato definito "la punta di diamante del podcasting italiano" e "un programma imperdibile per chiunque voglia capire qualcosa in più sulla società statunitense". I contenuti di Da Costa a Costa sono offerti gratuitamente ai lettori della newsletter e agli ascoltatori del podcast, che sono invitati a contribuire alle spese attraverso donazioni facoltative. Costa ha dichiarato di aver raccolto grazie al crowdfunding circa 7.000 euro nel 2016, altri 33.000 euro nel 2017 e oltre 100.000 euro nel 2020, fondi che ha investito nella realizzazione di otto viaggi-inchiesta negli Stati Uniti, i cui reportage sono stati poi pubblicati sul progetto stesso. La formula del progetto è stata descritta da diversi analisti come un caso editoriale, specie in merito al livello di dettaglio e allo stile innovativo.
Da gennaio 2024, il progetto Da Costa a Costa è composto, oltre che da una newsletter, da un canale YouTube, ed è prodotto da Il Post. Questa nuova stagione è stata avviata in occasione delle primarie per la scelta dei candidati alla presidenza degli Stati Uniti d'America alle elezioni di novembre 2024.

### Morning
A partire dal 2021, Costa ha condotto per il Post il podcast giornaliero Morning, una rassegna stampa commentata che è stata definita "il primo vero podcast daily italiano"; nel suo primo anno di edizione, Morning è diventato il podcast più ascoltato in Italia, vincendo poi quattro premi agli Italian Podcast Awards 2022. Proprio a partire da Morning e dal suo successo, nel settembre del 2022 la rivista statunitense The New Yorker ha intervistato Costa, definendolo "un fenomeno dei new media [...] in grado di modernizzare il ruolo del giornalista nella società civile italiana". Nel giugno del 2023, anche il quotidiano tedesco Frankfurter Allgemeine Zeitung ha dedicato un articolo a Morning e al lavoro di Costa.
Dal 10 febbraio 2025, la conduzione di Morning è passata a Nicola Ghittoni, in seguito alla nomina di Costa come nuovo direttore responsabile de Il Post.

### Wilson
A partire dal 29 maggio 2025, Costa conduce per il Post il podcast settimanale Wilson, pubblicato ogni giovedì e dedicato ad approfondimenti su temi di interesse nazionale e internazionale.

## Riconoscimenti
- 2016 – Premio Internazionale Spotorno Nuovo Giornalismo[45]
- 2018 – Macchianera Internet Award - Miglior podcast italiano per Da Costa a Costa[46]
- 2020 – Premio Giornalistico Amerigo - Categoria Social Networks[47]
- 2020 – Premio Internazionale di Letteratura Città di Como - Saggistica per Questa è l'America[48]
- 2021 – Premio Etnabook[49]
- 2022 – Premio Italian Podcast Award - Podcast dell'anno 2021, Migliore host, Migliore podcast news, Premio del pubblico per Morning[50]
- 2022 – Premiolino[51]
- 2023 – Premio Mario Sarzanini[52]
- 2023 – Premio Internazionale di Giornalismo Civile[53]
- 2024 - Premio Estense per Frontiera[3]

## Opere

### Saggi
- Questa è l'America. Storie per capire il presente degli Stati Uniti e il nostro futuro, collana Strade blu, Mondadori, 28 gennaio 2020, ISBN 978-88-04-72246-5.
- Una storia americana. Joe Biden, Kamala Harris e una nazione da ricostruire, collana Strade blu, Mondadori, 19 gennaio 2021, ISBN 978-8804739746.
- California. La fine del sogno, collana Strade blu, Mondadori, 13 settembre 2022, ISBN 978-8804755210.
- Frontiera. Perché sarà un nuovo secolo americano, collana Strade blu, Mondadori, 4 marzo 2024, ISBN 978-88-04-77688-8.

### Traduzioni
- Joe Biden, Papà, fammi una promessa. Un anno di speranza, sofferenza e determinazione, collana Élite, traduzione di Francesco Costa, NR edizioni, 2018, ISBN 978-88-31912-01-3.

### Antologie
- Massimo Coppola (a cura di), Atlante dei mondiali di calcio 1930-2014. Ventidue autori raccontano venti coppe del mondo, ISBN edizioni, 2014, ISBN 978-88-7638-467-7.
- Francesco Costa, Gnam, i miei tre giorni a cuocere hamburger, in Christian Rocca (a cura di), Non si può tornare indietro. Cronache brillanti dall'Italia che cambia, collana I nodi, Marsilio, 8 ottobre 2015, ISBN 978-88-317-3996-2.

### Prefazioni
- George Beahm, Trump contro tutti. Le parole e le idee che infiammano la politica americana, traduzione di Giovanni Gladis Ubbiali, Rizzoli, 28 aprile 2016, ISBN 978-8817089555.
- John Lewis, Andrew Aydin e Nate Powell, March. La trilogia, collana Oscar Ink, traduzione di Giovanni Zucca, Mondadori, 30 ottobre 2018, ISBN 978-88-04-70232-0.
- Chiara Albanese, That's Politica! Potere, istituzioni, burocrazia: come funzionano e perché cambiano la nostra vita, Vallardi, 21 marzo 2023, ISBN 978-8855058711.
- Ben Smith, Traffic. La corsa ai clic e la trasformazione del giornalismo contemporaneo, collana Altrecose, traduzione di Andrea Grechi, Iperborea, 8 maggio 2024, ISBN 979-1281729025.